# Walsh-Diagramm

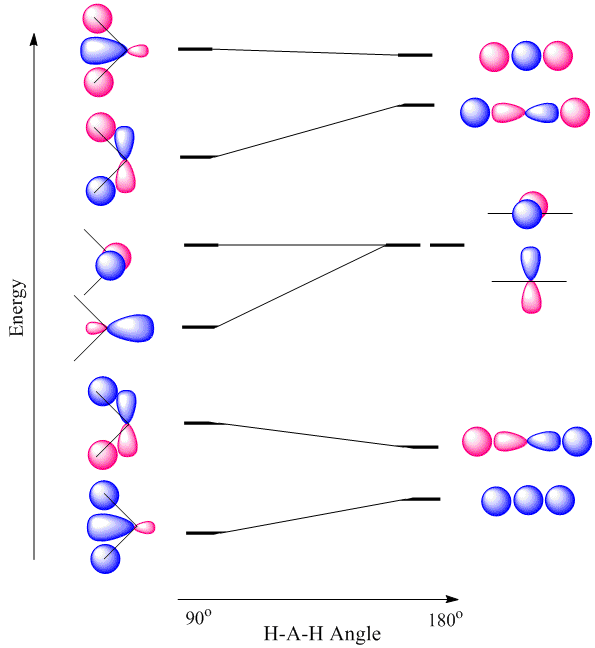
Walsh-Diagramm für ein AH_{2} Molekül (z. B. H_{2}O)

Ein Walsh-Diagramm ist eine graphische Darstellung, in der die Geometrie eines Moleküls aufgetragen ist gegen das Energieniveau der beteiligten Atomorbitale. Es erlaubt Vorhersagen zu Bindungswinkeln in kleinen Molekülen mit gleicher Anzahl Valenzelektronen und in der Folge auch zur Reaktivität.

## Geschichte
Nach Vorarbeiten Robert Mullikens veröffentlichte Arthur Donald Walsh 1976 Interpretationen zu der Thematik. Er trug Ionisierungsenergien gegen Bindungswinkel auf. 

## Erstellung
Das Molekül wird im Grundzustand betrachtet mit der Hartree-Fock-Methode; Elektronen, die keine Valenzelektronen sind, bleiben unberücksichtigt. Dann werden einzelne Zustände berechnet, die von diesem grundlegenden Gleichgewichtszustand abweichen. Jeweils für einen Punkt wird die Energie berechnet, z. B. als Harmonischer Oszillator oder Morse-Potential als Fälle einer Born-Oppenheimer-Näherung. Die Berechnung erfolgt für mehrere Winkel bei beibehaltener Bindungslänge.